# Mainichi Broadcasting System

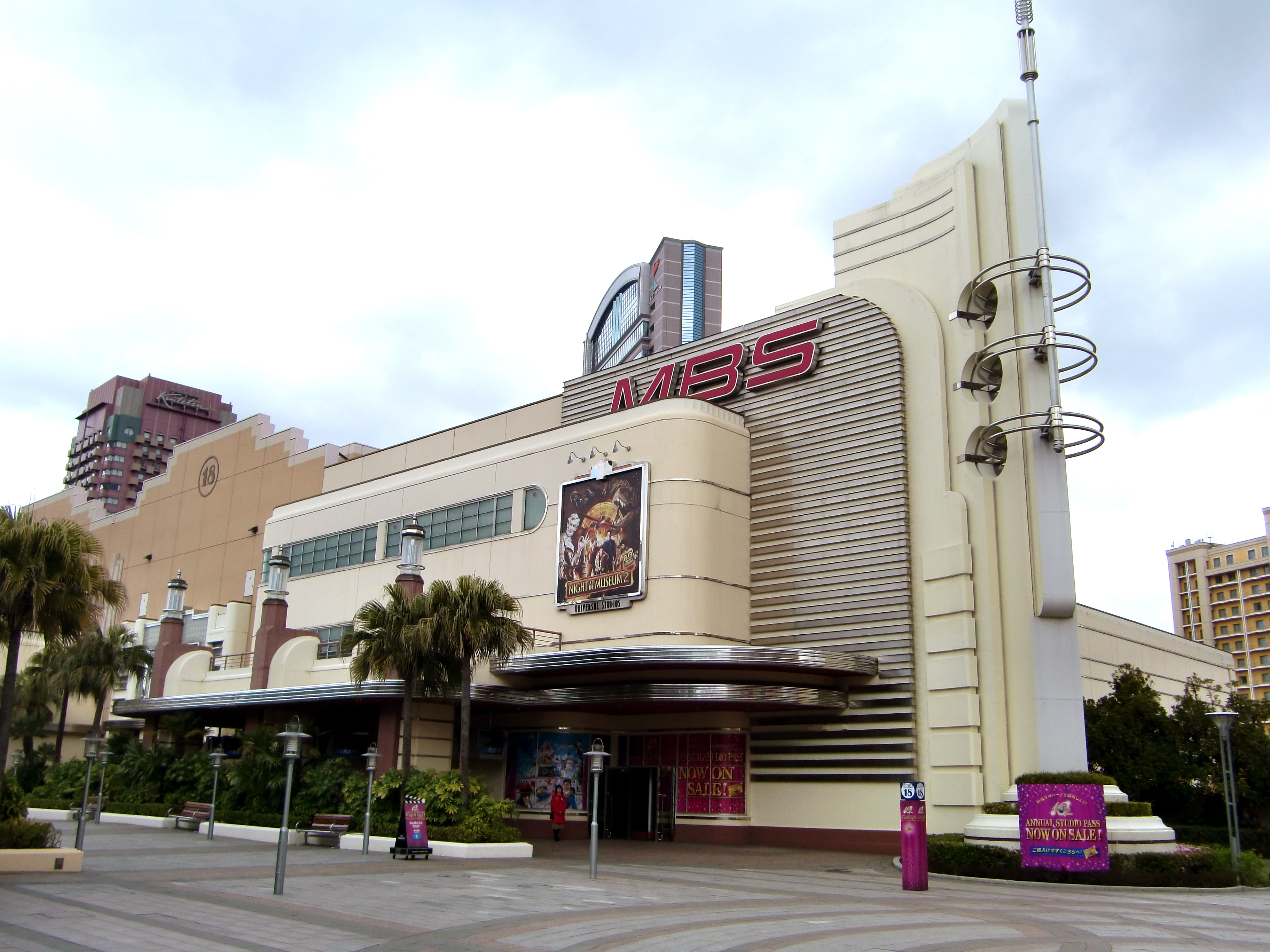
Estudio de MBS en USJ

Mainichi Broadcasting System, Inc (株式会社毎日放送 Kabushiki-gaisha Mainichi Hōsō?, estilizado como MBS) es una estación de radiodifusión en Osaka, Japón, afiliado a Japan Radio Network (JRN), National Radio Network (NRN), Japan News Network (JNN) y TBS Network, sirviendo en la región de Kansai. MBS es también uno de los principales accionistas de las siguientes redes: Tokyo Broadcasting System Acciones, Inc. (TBSHD), TV Tokyo Holdings Corporation (TXHD), RKB Mainichi Broadcasting Corporation, BS-TBS, Incorporated, i-Television Inc., TV -U Fukushima Co., Ltd., Hiroshima Inicio Televisión Co., Ltd., WOWOW Inc., y FM 802 Co., Ltd.

## Publicidad eslogan
- Radio: La La La Love Radio, 1179 MBS (ラ・ラ・ラ ラブラジオ 1179 MBS Ra Ra Ra Rabu Rajio, ichi ichi nana kyū MBS?)
- TV: The lion is on Channel 4, Liyon Channel (らいよんチャンネル?) - La razón por la que la mascota de MBS es Liyon-chan (らいよんチャン).

## Radiodifusión

### Radio

#### JOOR
- Frecuencia: 1210kHz → → 1180kHz 1179 kHz
- Poder

Osaka: 50 kW
Kioto: 300 W
- Radiodifusión horas: desde las 4:30 hasta las 26:30 de lunes a domingo (con el diario a partir de las 4 de la hora de martes a domingo)
- Señal horaria: 1046.502Hz (C6, en la hora cada hora)

### Televisión

#### JOOR-TV
- Mt. Ikoma: Channel 4

#### JOOY-DTV
- Mt. Ikoma: Channel 16 (Botón del control remoto: 4)

### Estaciones de sucursales de radiodifusión de televisión

#### Prefectura de Osaka
- Kashiwara (analógico): Channel 54
- Kashiwara (digital): Channel 16
- Misaki-Fuke (analógico): Channel 54
- Misaki-Fuke (digital): Channel 16
- Naka-Nose (digital): Channel 16
- Nishi-Nose (digital): Channel 16